# 太平川墓群
太平川墓群，位于中国吉林省柳河县太平川镇康石村西山果园内，为一个省级文物保护单位，类型为古墓葬，公布时间为1987年10月20日。该文物保护单位由柳河县文管所管理。
太平川墓群的历史年代为渤海（公元698-926年）。